# Gonatus
Gonatus is een geslacht van inktvissen uit de  familie van de Gonatidae.

## Soorten
- Gonatus antarcticus Lönnberg, 1898
- Gonatus berryi Naef, 1923
- Gonatus californiensis Young, 1972
- Gonatus fabricii (Lichtenstein, 1818)
- Gonatus kamtschaticus (Middendorf, 1849)
- Gonatus madokai Kubodera & Okutani, 1977
- Gonatus middendorffi Kubodera & Okutani, 1981
- Gonatus onyx Young, 1972
- Gonatus oregonensis Jefferts, 1985
- Gonatus pyros Young, 1972
- Gonatus steenstrupi Kristensen, 1981
- Gonatus ursabrunae Jefferts, 1985

### Synoniemen
- Gonatus (Eogonatus) Nesis, 1972 => Eogonatus Nesis, 1972
- Gonatus (Eogonatus) tinro Nesis, 1972  => Gonatopsis okutanii Nesis, 1972
- Gonatus anonychus Pearcy & Voss, 1963 => Berryteuthis anonychus (Pearcy & Voss, 1963)
- Gonatus fabricii (auctt non Lichtenstein, 1818) => Gonatus steenstrupi Kristensen, 1981
- Gonatus magister Berry, 1913 => Berryteuthis magister (Berry, 1913)
- Gonatus septemdentatus Sasaki, 1915 => Berryteuthis magister (Berry, 1913)
- Gonatus tinro Nesis, 1972 => Gonatopsis okutanii Nesis, 1972